# 清凉峰镇
清凉峰镇，是中华人民共和国浙江省杭州市临安区下辖的一个镇。
2003年，由颊口镇和顺溪镇合并而来，得名于浙江、安徽两省交界处的清凉峰。2007年，新燕村和阳川村合并为昱岭关村，为其下属行政村。命名来源于昱岭关。两处命名引发争议，被认为是浙江方面抢先占有浙江、安徽共有的文化自然资源。

## 辖区
该镇辖有：鸠甫村、九都村、新都村、颊口村、新峰村、林竹村、杨溪村、新顺溪村、昱岭关村、白果村。